# Hypsipetes madagascariensis

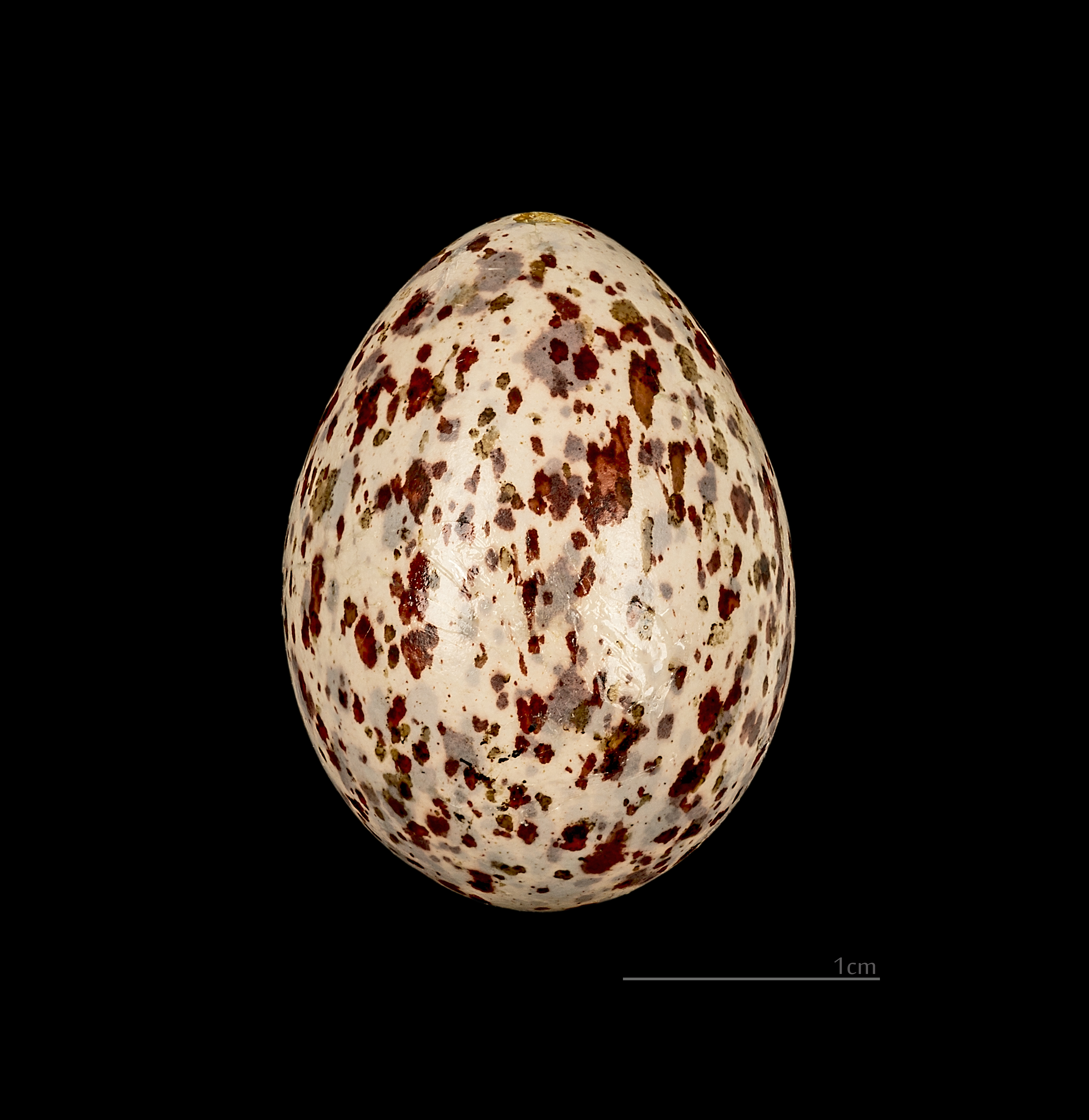
Hypsipetes madagascariensis

Hypsipetes Madagáscariensis é uma espécie de ave passeriformes da família Pycnonotidae.
Pode ser encontrada em Comoros, Madagáscar, Mayotte e Seychelles.